# José María Ruiz Gallardón
José María Ruiz Gallardón (Madrid 2 de maig de 1927 – 17 de novembre de 1986) va ser un polític, advocat i professor universitari espanyol.
Després d'estudiar batxillerat als salesians i als jesuïtes, on va obtenir matrícula d'honor en totes les assignatures, va estudiar Dret a la Universitat de Madrid, aconseguint el primer premi extraordinari. Es va incorporar al Col·legi d'Advocats de Madrid el 1950 i es va inscriure també al Col·legi d'Advocats de Barcelona i als de Palma, Zaragoza, La Corunya, Granada, Toledo i Àvila. Es va doctorar en Dret per la Universitat de Madrid i va ser professor de Dret Civil, Dret Natural i Filosofia del Dret en aquesta universitat. Com a advocat va exercir en els bufets de Ramón Serrano Súñer i Alfonso García Valdecasas. Posteriorment el 1955, va muntar el seu propi despatx a Madrid. En nombroses ocasions va defensar condemnats per motius polítics durant l'etapa franquista, pronunciant-se també públicament contra accions del règim com les deportacions de 1962, posteriors al contuberni de Múnic.
Va col·laborar en periòdics universitaris i va ser crític d'art al diari ABC pel qual en 1970 va obtenir el Premi Luca de Tena. A ABC emprava el pseudònim El Tabib Arrumi, abans utilitzat pel seu pare, que va ser president de l'Associació de la Premsa de Madrid i famós cronista, Víctor Ruiz Albéniz.

## Trajectòria política
José María Ruiz Gallardón mantenia una posició crítica respecte al franquisme, des de la seva ideologia monàrquica afí a Joan de Borbó i Battenberg, comte de Barcelona, i José María Gil Robles, excapdavanter de la CEDA durant la Segona República. Es definia a si mateix políticament com liberal i conservador.
A l'octubre de 1955, primera època d'agitació universitària, conversava molt amb el també advocat Antonio García López, a qui informava sobre la monarquia i les posicions polítiques dins del règim. Basant-se en aquestes i altres informacions, García López remetia al secretari general del PSOE a l'exili Rodolfo Llopis, amplis i detallats informes sobre les interioritats del règim franquista. Gallardón mai va ser, no obstant això, una figura afecta el franquisme; el seu baptisme de foc polític es va produir quan, en 1956, amb motiu de la primera agitació universitària important coneguda després de la guerra civil, va ser detingut al costat de Miguel Sánchez-Mazas Ferlosio, Dionisio Ridruejo, Enrique Múgica, Ramón Tamames, Javier Pradera i Gabriel Elorriaga Fernández com a organitzador del frustrat Congrés d'Escriptors Joves.
En la seva vida pública, va formar part del Consell privat del Comte de Barcelona, Joan de Borbó i Battenberg, i des de 1975 va ser president de l'Associació Nacional de Consumidors, substituint al també advocat Antonio García de Pablos, president d'Alianza Popular de Madrid, vicepresident quart d'AP i secretari general adjunt al Partit Unit d'AP i de la Federació d'AP.
Fou elegit diputat de Coalició Democràtica i Coalició Popular, respectivament, per Zamora a les segona legislatura (1982-1986), en la qual va ser portaveu de la Coalició Democràtica a les comissions de Justícia i Interior al Congrés, i tercera (1986–1989) en la qual va ser baixa el 17 de novembre de 1986, sent substituït per María del Pilar Izquierdo Arija.
Va morir sobtadament als 59 anys, el 17 de novembre de 1986, en sofrir un vessament cerebral uns dies abans. Era pare d'Alberto Ruiz-Gallardón, ministre de justicia.